# Talheim (Lauterach)
Talheim ist ein Ortsteil der Gemeinde Lauterach im Alb-Donau-Kreis in Baden-Württemberg. Der Weiler, der seit 1815 zur Gemeinde Lauterach gehört, liegt circa einen Kilometer südwestlich von Lauterach.

## Geschichte
Talheim wird 776 erstmals urkundlich erwähnt. Eine Adelsfamilie von Talheim ist vom 12. bis zum 14. Jahrhundert überliefert, die Lehensleute der Grafen von Grüningen-Landau waren. Die Burg ist abgegangen. Teils kam Talheim mit Reichenstein 1499 an das Kloster Zwiefalten, teils als württembergisches Lehen an die Herren von Stein, die 1682 fast den ganzen Ort erwarben. Bei der Erbauseinandersetzung im 18. Jahrhundert wurde Talheim unter die Grafen von Fugger-Kirchberg und die Herren von Freyberg geteilt, denen nach dem Übergang der Staatshoheit an Württemberg 1805 das zuständige Patrimonialamt Rechtenstein bis zur Aufhebung 1809 gehörte. Talheim wurde dem Oberamt Zwiefalten eingegliedert.

## Sehenswürdigkeiten
- Marienkapelle von 1881